# Пелхримов
Пелхримов (чеш. Pelhřimov) град је у Чешкој Републици, у оквиру историјске покрајине Бохемије. Пелхримов је град управне јединице Височина крај, у оквиру којег је седиште засебног округа Пелхримов.

## Географија
Град Пелхримов се налази у јужном делу Чешке републике. Град је удаљен од 120 км југоисточно од главног града Прага.
Пелхримов се сместио у области југоисточне Бохемије. Надморска висина града је око 500 м. Град је смештен на валовитој висији без већих водотока. Око града издиже се Чехоморавско горје.

## Историја
Подручје Пелхримова било је насељено још у доба праисторије. Насеље под данашњим називом први пут се у писаним документима спомиње 1225. године, а насеље је 1406. године добило градска права.
1919. године Пелхримов је постао део новоосноване Чехословачке. У време комунизма град је нагло индустријализован. После осамостаљења Чешке дошло је до опадања активности тешке индустрије и до проблема са преструктурирањем привреде.

## Становништво
Пелхримов данас има око 17.000 становника и последњих година број становника у граду полако расте. Поред Чеха у граду живе и Словаци и Роми.

## Галерија
- Црква св. Бита
- Историјско здање са осликаном фасадом
- Стара градња на главном тргу
- Ринарецка капија старог града